# 奧古斯特·德拉瓦
奧古斯特·德拉瓦（法語：Auguste Delaval，1875年—1962年），出生於法國尼維爾。畫家、建築師，曾至法屬印度支那工作，負責1922年馬賽殖民地博覽會的印度支那展廳設計和1925年巴黎裝飾藝術國際博覽會的印度支那展館設計，於1927年至1929年間完成位於西貢（今越南胡志明市）越南歷史博物館之建築設計。

## 生平
曾進入里昂的美術學院和巴黎的法國美術學院就讀，曾短暫加入軍隊後重返學院，之後至法國中部的尼維爾致力繪畫，後在公民建築部的建築師手下工作。在三十歲時生活轉移到印度支那，進入公務部門作為建築物的調查員，留在河內東京。1909年到順化，1913年返回法國。
1920-1922年，被法屬印度支那總督薩羅委託了馬賽殖民地博覽會“印度支那宮”的規劃，重建了吳哥窟寺廟的一部分，因為此工作而獲獎，於1923年8月12日被授予榮軍團士兵。並再回到河內，被委託1925年巴黎裝飾藝術國際展覽會（Exposition Internationale des Arts Décoratifs et Industriels Modernes）的印度支那展覽。
在1926年接受了印度支那交趾支那總督府委託，負責興建了交趾支那博物館（即今日的越南歷史博物館）。同時，亦完成了位於博物館對面的西貢安南紀念殿（Le monument du Souvenir Annamite，今稱為雄王殿），是為了紀念在第一次世界大戰期間為法國戰死的印度支那士兵，所興建的紀念性建築物。
1931年，重返法國埃訥邦，退休後，致力於繪畫，並定期重返尼維爾，後因二次世界大戰離開，直至1950年代才重返埃訥邦，於1962年3月14日去世。

## 建築設計

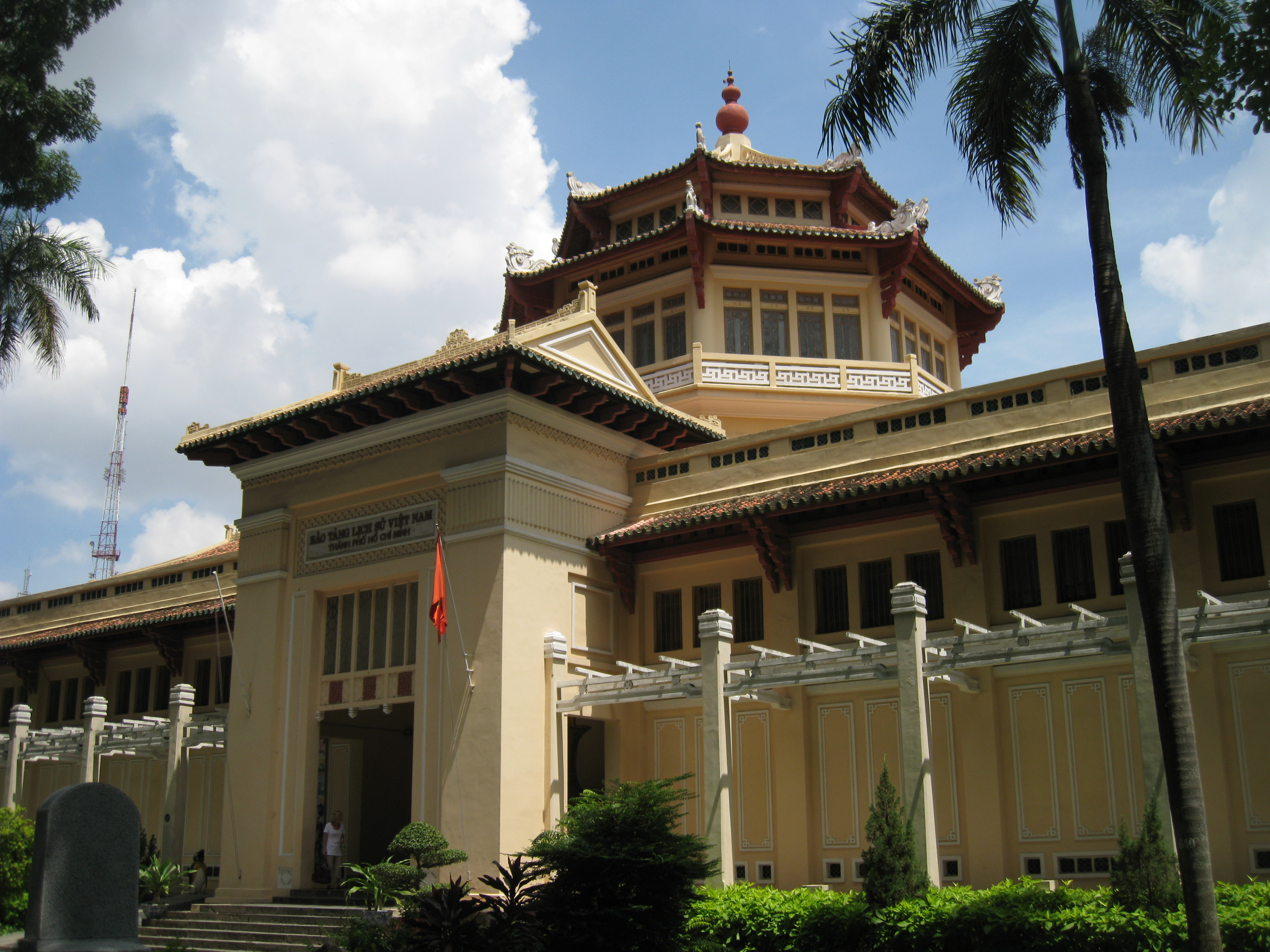
越南歷史博物館
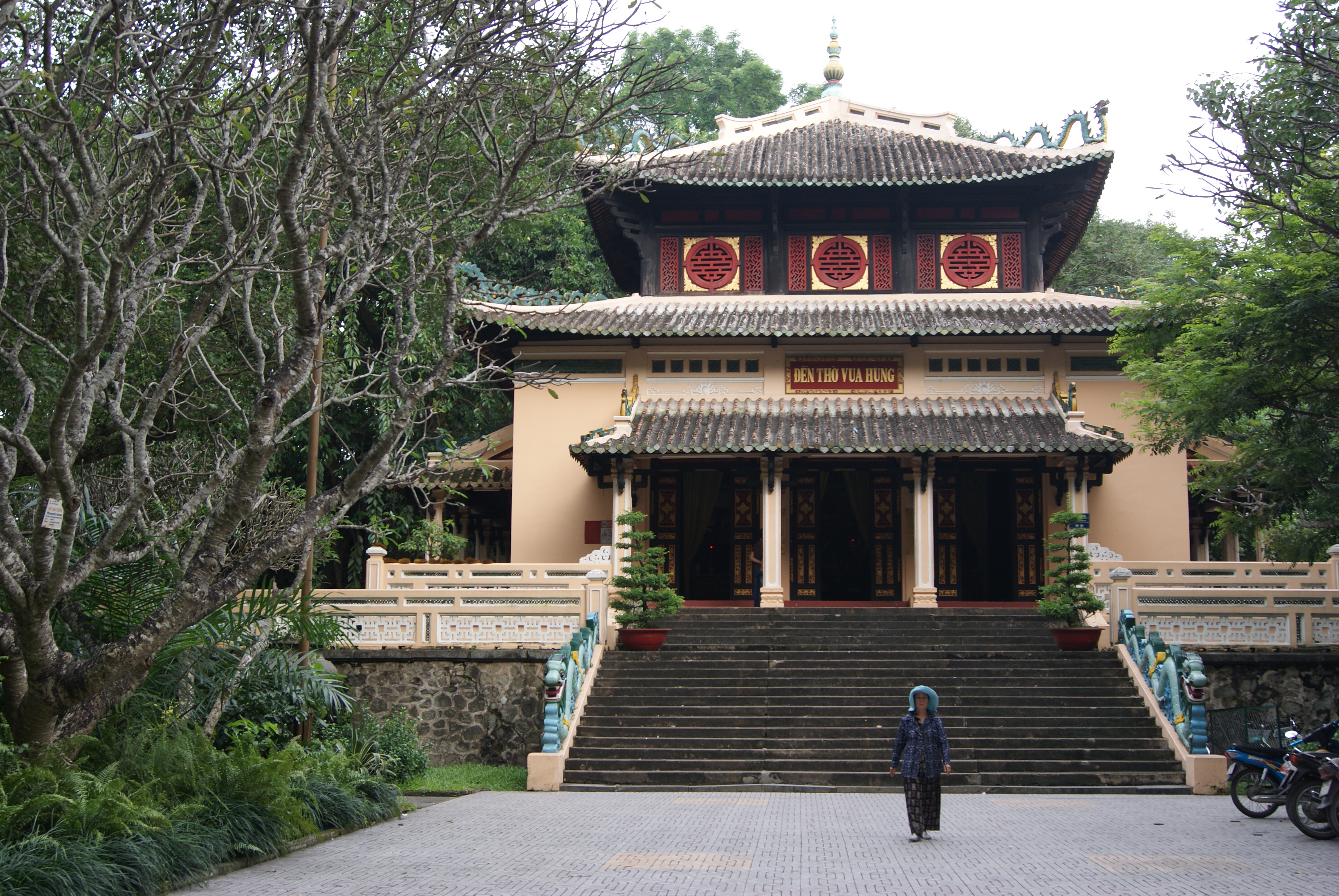
雄殿，胡志明市

## 註腳
1. 1 2  . Nevers. Février-Mars 2013, (184): 21.
2. ↑  Arnauld LE BRUSQ, “Échange d'art aux colonies : à propos de quelques architectures vietnamiennes chargées d'histoire”, Espaces et sociétés , 2003, p.116.
3. ↑  Caroline Herbelin. . INHA. 2 juin 2016: 83-84. ISBN 9782735508464.
4. ↑  . Nevers. Février-Mars 2013, (184): 22.